# Iracema Arias
Iracema Arias Montalván (25 de diciembre de 1964) es una deportista cubana que compitió en judo. Ganó una medalla de plata en el Campeonato Panamericano de Judo de 1985 en la categoría de –56 kg.

## Palmarés internacional
| Campeonato Panamericano | Campeonato Panamericano | Campeonato Panamericano | Campeonato Panamericano |
| Año                     | Lugar                   | Medalla                 | Categoría               |
| ----------------------- | ----------------------- | ----------------------- | ----------------------- |
| 1985                    | La Habana (Cuba)        | Medalla de plata        | –56 kg                  |